# Taiwanomyia babaella
Taiwanomyia babaella är en tvåvingeart som beskrevs av Alexander 1957. Taiwanomyia babaella ingår i släktet Taiwanomyia och familjen småharkrankar. Inga underarter finns listade i Catalogue of Life.